# Henry Alexander Miers
Sir Henry Alexander Miers (Rio de Janeiro, 25 de maio de 1858 — Londres, 10 de dezembro de 1942) foi um geólogo e mineralogista britânico.
Foi educado na Inglaterra, onde frequentou o Eton College e o Trinity College, Oxford.  
Foi eleito fellow da Royal Society em 1896, e laureado com a medalha Wollaston da Sociedade Geológica de Londres em 1934.
Durante sua vida publicou numerosos trabalhos científicos, que foram reunidos num único volume sob o título "Miers Papers".